# Strongylidae
Strongylidae è  una famiglia di nematodi, appartenente all'ordine Strongylida. Questi vermi, anche noti come strongilidi (dal greco strongulos, "rotondo") sono caratterizzati, tra gli altri, da un corpo cilindrico e una faringe allungata e leggermente rigonfiata posteriormente. Rappresentano spesso parassiti del tratto gastrointestinale o respiratorio dei vertebrati, tra cui i mammiferi, in particolare animali da pascolo quali pecore, buoi e cavalli. Poche forme colpiscono l'essere umano.

## Tassonomia
La famiglia comprende i seguenti generi:
- Agriostomum Railliet, 1902
- Alocostoma Mawson, 1979
- Archeostrongylus Biocca & Ferretti, 1958
- Arundelia Mawson, 1977
- Beveridgea Mawson, 1980
- Bidentostomum Tshoijo, 1957
- Borania Ricci, 1939
- Bourgelatia Railliet, Henry & Bauche, 1919
- Bourgelatioides Chandler, 1931
- Boydinema Barus & Tenora, 1972
- Caballonema Abuladze, 1937
- Cassunema Beveridge & Johnson, 1981
- Castorstrongylus Chapin, 1925
- Cervonemella Beveridge, 2001
- Chabertia Railliet & Henry, 1909
- Chabertiella Tadros, 1964
- Chapiniella Yamaguti, 1961
- Choniangium Henry & Bauche, 1914
- Cloacina Linstow, 1898
- Codiostomum Railliet & Henry, 1911
- Colobostrongylus Sandground, 1929
- Corollonema Beveridge & Chilton, 1998
- Corollostrongylus Beveridge, 1978
- Coronocyclus Hartwich, 1986
- Coronostrongylus Johnston & Mawson, 1939
- Craterostomum Boulenger, 1920
- Crycophorus Chaves, 1930
- Cyathostoma Blanchard, 1849
- Cyathostomum Molin, 1861
- Cyclodontostomum Adams, 1933
- Cyclostrongylus Johnston & Mawson, 1939
- Cylicocyclus Ihle, 1922
- Cylicodontophorus Ihle, 1922
- Cylicostephanus Ihle, 1922
- Cylindropharynx Leiper, 1911
- Daubneyia Le Roux, 1940
- Decrusia Lane, 1914
- Deletrocephalus Diesing, 1851
- Dicerocola Round, 1962
- Dorcopsinema Mawson, 1977
- Dorcopsistrongylus Smales, 1982
- Equinurbia Lane, 1914
- Eucyathostomum Molin, 1861
- Foliostoma Beveridge & Johnson, 1981
- Gyalocephalus Looss, 1900
- Hsiungia K'ung & Yang, 1964
- Hudsonia Leroux, 1940
- Hypodontus Mönnig, 1929
- Javellia Ricci, 1939
- Khalilia Neveu-Lemaire, 1924
- Kiluluma Skrjabin, 1916
- Kuntzistrongylus Lichtenfels, 1980
- Labiostrongylus Yorke & Maplestone, 1926
- Lemurostrongylus Chabaud, Brygoo & Petter, 1961
- Macropicola Mawson, 1978
- Macroponema Mawson, 1978
- Macropostrongyloides Yamaguti, 1961
- Macropostrongylus Yorke & Maplestone, 1926
- Mammomonogamus Ryjikov, 1948
- Maplestonema Johnston & Mawson, 1939
- Mbaisonema Beveridge, 1997
- Monilonema Beveridge & Johnson, 1981
- Murshidia Lane, 1914
- Neomurshidia Chabaud, 1957
- Neorhabditostomum Gibbons & Kan, 1987
- Oesophagodontus Railliet & Henry, 1902
- Oesophagostomoides Schwartz, 1928
- Oesophagostomum Molin, 1861
- Okapistrongylus Berghe, 1937
- Papillostrongylus Johnston & Mawson, 1939
- Paradeletrocephalus Freitas & Lent, 1947
- Paradoxostrongylus Özdikmen, 2010
- Paralabiostrongylus Small, 1982
- Paramacropostrongylus Johnson & Mawson, 1940
- Parapharyngostrongylus Beveridge, 1982
- Parapoteriostomum Hartwich, 1986
- Pararugopharynx Magzoub, 1964
- Parazoniolaimus Johnston & Mawson, 1939
- Petrovinema Erschov, 1943
- Petrovinema Ershov, 1943
- Phacochoerostrongylus Schwartz, 1928
- Pharyngostrongylus Yorke & Maplestone, 1926
- Phascolostongylus
- Phascolostrongylus Canavan, 1931
- Popovastrongylus Mawson, 1977
- Poteriostomum Quiel, 1919
- Potorostrongylus Johnston & Mawson, 1939
- Quilonia Lane, 1914
- Ransomus Hall, 1916
- Rhabditostomum Chabaud & Krishnasamy, 1976
- Rodentogamus Sadovskaja, 1950
- Rugonema Beveridge, 1999
- Rugopharynx Moennig, 1926
- Rugostrongylus Beveridge, 1982
- Rhinocerotonema Jiang, Yin & Kung, 1986
- Sauricola Chapin, 1924
- Schulzinema Krastin, 1937
- Skladnikia Ricci, 1939
- Spirostrongylus Yorke & Maplestone, 1926
- Stephanurus Diesing, 1839
- Strongylus Müller, 1780
- Syngamus Siebold, 1836
- Ternidens Railliet & Henry, 1909
- Tethystrongylus Beveridge, 1983
- Thallostonema Beveridge, 1983
- Theileriana Monnig, 1924
- Thylostrongylus Beveridge, 1982
- Trachypharynx Leiper, 1911
- Tridentoinfundibulum Tschoijo, 1958
- Trigonostonema Beveridge, 1981
- Triodontophorus Looss, 1902
- Tziminema Giuris Andrade, Oceguera Figueroa, Osorio Sarabia, Perez Escobar, Nieto Lopez, Rojas Hernandez & Garcia Preito, 2018
- Wallabinema Beveridge, 1983
- Woodwardostrongylus Wahid, 1964
- Wuia K'ung, 1959
- Zebrincola Ricci, 1939
- Zoniolaimus Cobb, 1898